# Paul Heinrich Gerhard Möhring
Paul Heinrich Gerhard Möhring (também Paul Mohr; 21 de julho de 1710 em Jever – 28 de outubro de 1792) foi um médico, botânico e zoólogo alemão.

## Carreira
Estudou medicina em Danzig e Wittenberg, e após a graduação (1733), estabeleceu-se como clínico geral em sua cidade natal de Jever. Möhring foi médico do Príncipe de Anhalt. Em 1752 publicou Avium Genera, uma tentativa precoce de classificar espécies de aves, que dividiu as aves em quatro classes e mostra os primórdios dos agrupamentos modernos.
Durante sua longa carreira, manteve correspondência com Albrecht von Haller, Lorenz Heister, Carl Linnaeus, Hans Sloane e Paul Gottlieb Werlhof. O gênero de plantas Moehringia (família Caryophyllaceae) foi nomeado em sua homenagem por Carl Linnaeus.

## Principais obras
- "De inflammationis sanguineae theoria mechanica", 1733.
- "Historiae medicinales", 1739.
- "Avium genera", 1752.
- Geslachten der Vogelen 1758.[2]Referências

1. ↑  ADB:Möhring, Paul Heinrich Gerhard @  Allgemeine Deutsche Biographie
2. ↑  WorldCat Identities Publications by Möhring.